# Mister Mugg
Mister Mugg er en kort amerikansk komediefilm fra 1933, instrueret af James W. Horne, der sammen med J. A. Howe har skrevet manuskriptet.
Filmen har James Gleason og Dorothy Christy i hovedrollerne. Filmen blev nomineret til en Oscar for bedste kortfilm, komedie i 1934.
Academy Film Archive bevarede filmen i 2012.